# جاكوس تيغيلس
جاكوس تيغيلس (3 أغسطس 1946 - 28 سبتمبر 2024)، هو لاعب كرة قدم بلجيكي، لعب مع منتخب بلجيكا لكرة القدم في الفترة بين عامي 1970–1976.

## روابط خارجية
- جاكوس تيغيلس على موقع الاتحاد الأوربي (الإنجليزية)
- جاكوس تيغيلس على موقع الاتحاد البلجيكي (الإنجليزية)
- جاكوس تيغيلس على موقع قاعدة بيانات كرة القدم.إي يو (الإنجليزية)
- جاكوس تيغيلس على موقع ناشيونال فوتبول تيمز (الإنجليزية)
- جاكوس تيغيلس على موقع عالم كرة القدم.نت (الإنجليزية)